# Linda Nochlin
Linda Nochlin, née Linda Natalie Weinberg, est une féministe, enseignante et chercheuse en histoire de l'art américaine, née le 30 janvier 1931 à Brooklyn (New York) et morte le 29 octobre 2017. C'est une spécialiste de Gustave Courbet, du courant pictural réaliste en France. Mais elle est également notoire pour avoir porté un nouveau regard sur la place des femmes dans l'histoire de l'art occidental.

## Biographie

### Carrière
Linda Nochlin naît le 30 janvier 1931 à Brooklyn. Elle est la fille unique d'Elka Heller et de Jules Weinberg. En 1951, elle obtient un baccalauréat en philosophie, avec une mineure en études grecques et en histoire de l'art, au collège Vassar. Elle est titulaire d'une maîtrise en littérature anglaise du 17e siècle (1952) de l'université Columbia et d'un doctorat (1963) en histoire de l'art de l'université de New York. Sa thèse, sous la direction de Robert Goldwater, porte sur Gustave Courbet et le réalisme,. En 1953, elle et Philip H. Nochlin, un assistant professeur de philosophie au college Vassar, se marient et ont une fille. Philip H. Nochlin décède en 1960. En 1968, elle se remarie avec Richard Pommer (1930-1992), un historien de l'architecture, avec qui elle aura une deuxième fille.
Elle enseigne l’histoire de l'art au collège Vassar, puis à l'université de la ville de New York et, enfin, au New York University Institute of Fine Arts de 1980 à 1990. Elle enseigne aussi l’histoire de l’art et les sciences humaines à l’université Yale de 1989 à 1992.

### Travaux sur Gustave Courbet et le courant réaliste
Ses recherches sur Gustave Courbet et le courant réaliste font l’objet d’un ouvrage intitulé Realism and Tradition in Art. Sources et Documents, 1848-1900, publié en 1966 par Horst Waldemar Janson. Elle participe en 1988 à l'organisation d'une exposition intitulée « Courbet Reconsidered » pour le Brooklyn Museum où est exposé le tableau L'Origine du monde,.

### Travaux sur la place des femmes dans l'histoire de l'art
Elle est également particulièrement connue pour son article « Pourquoi n'y a-t-il pas eu de grandes artistes femmes ? », en janvier 1971 dans Artnews, qui lance une nouvelle branche de l'histoire de l'art : l'histoire et la place des femmes dans l'art. Elle s'y interroge en effet sur ce culte voué à des peintres comme Michel-Ange, tandis que des femmes comme Sofonisba Anguissola, Artemisia Gentileschi, Élisabeth-Louise Vigée Le Brun, Barbara Leigh Smith Bodichon, Rosa Bonheur, Angelica Kauffmann, Vanessa Bell, Marie Bashkirtseff, Cecilia Beaux, Hannah Höch, Hilma af Klint, Suzanne Valadon, Harriet Backer ou encore Gwen John, passent totalement inaperçues. Elle est ainsi à l'origine d'une intense polémique autour de cette question : « Pourquoi n'y a-t-il pas eu de grandes femmes artistes ? », sous-tendue par un présupposé radical et ironique qu'elle exprimait ainsi : « puisque l'histoire de l'art a été écrite par des hommes ». De façon plus générale, elle démontre que « l’injustice est plus profonde encore, découlant du système éducationnel et institutionnel du monde de l’art, de la vision du réel s'enracinant dans la tradition dominante, blanche, masculine et occidentale ». En décembre 1976, elle présente, avec Ann Sutherland Harris, au musée d'art du comté de Los Angeles l'exposition Women Artists: 1550-1950.
Elle décède le 29 octobre 2017,,.

## Publications

### Ouvrages (sélection)
- Linda Nochlin (trad. Oristelle Bonis), Femmes, art et pouvoir, Nîmes, Jacqueline Chambon, 1993 [1988], 251 p. (ISBN 2877110869)
- Linda Nochlin (trad. Oristelle Bonis), Les politiques de la vision. Art, société et politique au XIXe siècle, Nîmes, Jacqueline Chambon, 1995 [1989], 279 p. (ISBN 2877111245)
- (en) Linda Nochlin, Misère: the Visual Representation of Misery in the 19th Century, New York, Thames & hudson, 2018, 176 p. (ISBN 978-0-500-23969-8)

### Articles
- Avec Anne Lafont et Todd Porterfield, « Entretien avec Linda Nochlin », Perspective, 1 | 2015, 63-76 [mis en ligne le 31 janvier 2017, consulté le 31 janvier 2022. URL : http://journals.openedition.org/perspective/5800 ; DOI : https://doi.org/10.4000/perspective.5800].

## Distinctions
- 1984 : Bourse Guggenheim
- 1992 : Membre de l'Académie américaine des arts et des sciences[10]
- 2002 : Women's Caucus for Art Lifetime Achievement Award (en)
- 2003 : Distinguished Service to the Visual Arts Award[11]
- 2003 : Doctorat honoris causa de l'Université Harvard[12]